# Такавира, Виталис
Виталис «Диджитал» Такавира (англ. Vitalis "Digital" Takawira; род. 24 сентября 1972, Солсбери) — зимбабвийский футболист, нападающий.

## Карьера

### Клубная карьера
Такавира начал свою футбольную карьеру в клубе «Дайнамоз», где провёл семь сезонов.
Выступал за клуб второй лиги Швейцарии «Винтертур» в сезоне 1995/96.
28 декабря 1995 года Такавира подписал контракт с MLS, новообразованной высшей лигой США. 31 января 1996 года он был распределён в клуб «Канзас-Сити Уиз». Такавира стал автором первого гола в истории клуба, поразив ворота «Колорадо Рэпидз» 13 апреля 1996 года в матче стартового тура сезона. Принимал участие в Матчах всех звёзд MLS 1996 и 1997. По окончании сезона 1999 «Канзас-Сити Уизардс» отчислил Такавиру.
5 апреля 2000 года Такавира подписал однолетний контракт с клубом Эй-лиги «Милуоки Рэмпейдж». По итогам сезона 2000, в котором забил 16 мячей, был признан самым ценным игроком и был включён в первую символическую сборную Эй-лиги. По итогам сезона 2001, в котором забил 13 мячей, был включён в первую символическую сборную Эй-лиги.
Выступал за шоубольную команду «Канзас-Сити Аттак» в сезоне Национальной профессиональной футбольной лиги 2000/01.
В 2003—2004 годах Такавира выступал за клуб «Милуоки Уэйв Юнайтед», образованный вместо прекратившего существование «Милуоки Рэмпейдж».

### Международная карьера
Такавира привлекался в младшие сборные Зимбабве до 20 лет и до 23 лет.
За национальную сборную Зимбабве Такавира выступал в 1992—1998 годах, и забил 12 голов в 30 матчах.

## Достижения
Командные
 «Милуоки Рэмпейдж»
- Чемпион Эй-лиги[англ.]: 2002

Личные
- Участник Матча всех звёзд MLS: 1996, 1997
- Самый ценный игрок Эй-лиги[англ.]: 2000
- Член первой символической сборной Эй-лиги[англ.]: 2000, 2001